# Bhang

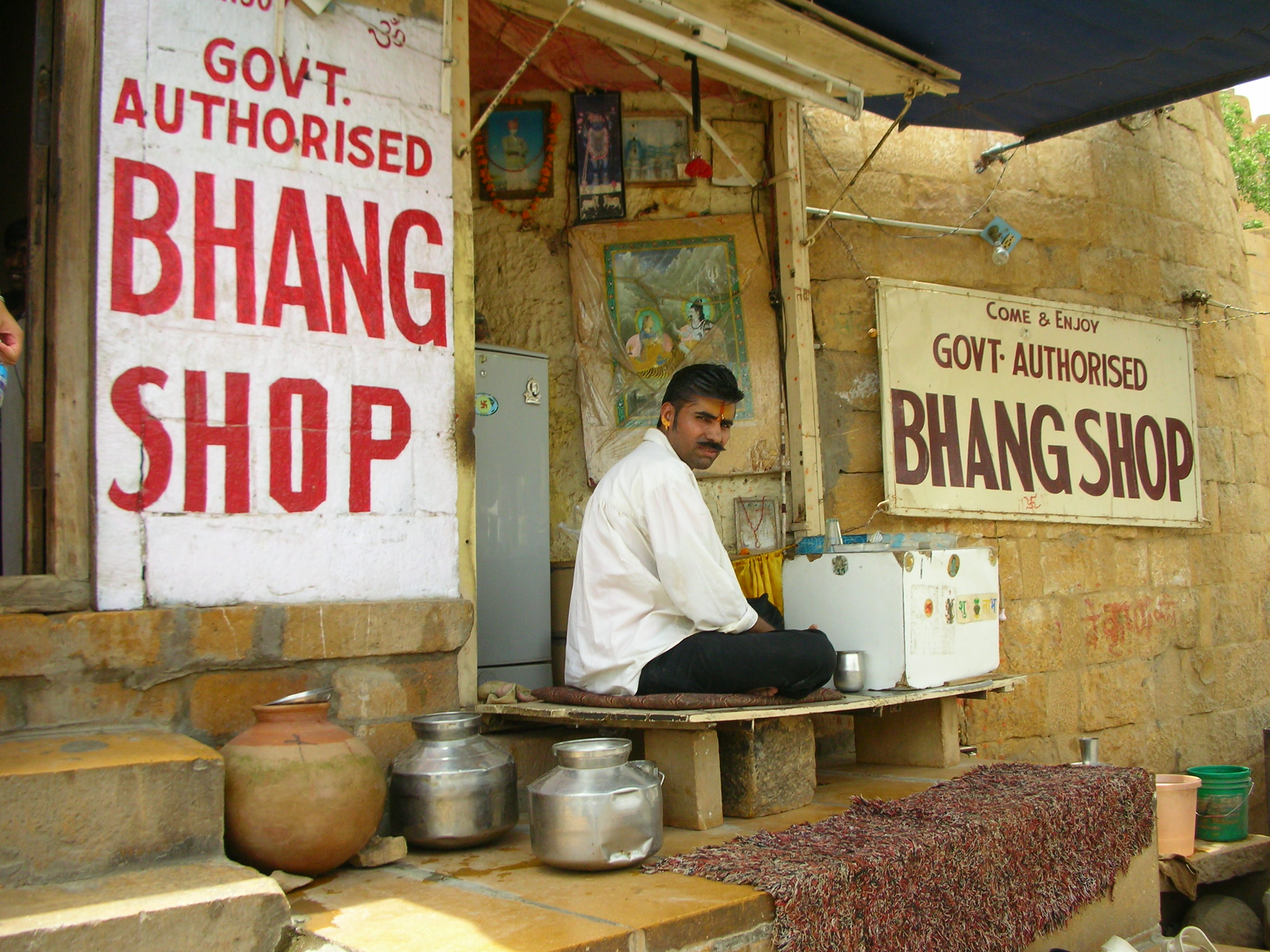
Bhang-Verkauf

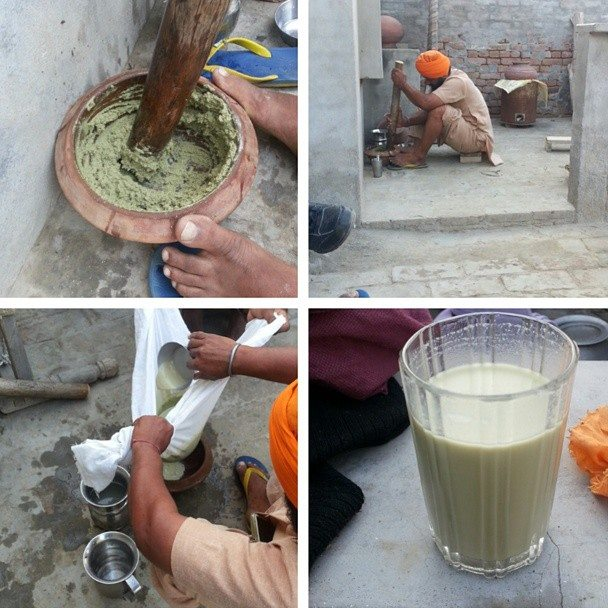
Bhang-Zubereitung

Bhang (Hindi भांग Bhāṅg) ist eine traditionelle Hanfzubereitung, die unter anderem in hinduistischen Religionsritualen Verwendung findet. Das Wort bhanga (bhanj) bedeutet auf Sanskrit u. a. „Bruch“ bzw. „Abfall“.
Bhang besteht aus getrockneten Blättern und kleinen Blütenständen der weiblichen Hanfpflanze. Es ist dunkelbraun-grünlich und besitzt einen charakteristischen milden Duft und Geschmack. Da es keine ausgewachsenen Blüten und nur wenig Harz enthält, ist es neben Ganja (Marihuana) und Charas (Haschisch) eine Hanfzubereitung mit einem vergleichsweise geringen psychoaktiven Wirkstoffanteil (< 5 % THC).
Bhang wird mit Tabak vermischt geraucht, mit Honig, Zucker und Gewürzen zu Konfekt verarbeitet, oder in Butter gelöst („Bhang-Butter“). In kaltem Wasser aufgelöst ergibt es ein milchig trübes Getränk. Neben der pflanzlichen Ausgangssubstanz werden in Indien auch verschiedene Getränkezubereitungen aus Milch/Joghurt, Gewürzen, Honig und Hanfblättern als Bhang bezeichnet. In einigen indischen Bundesstaaten (besonders Uttar Pradesh und Rajasthan) ist Bhang legal in staatlichen Läden erhältlich. Traditionell trinkt man es dort vor allem zu den Frühlingsfesten Holi und Shivaratri.